# Círculo de Koro
Koro es una subdivisión administrativa (cercle o círculo) de la región de Mopti, en Malí. En abril de 2009 tenía una población censada de 362 587 habitantes y estaba formada por las siguientes comunas o municipios, que se muestran igualmente con población de abril de 2009:
- Bamba 13,403
- Barapireli 12,929
- Bondo 19,592
- Diankabou 11,615
- Dinangourou 32,823
- Dioungani 32,549
- Dougoutene I 20,930
- Dougoutene II21,045
- Kassa 18,901
- Koporokendie Na 18,504
- Koporo Pen 18,766
- Koro 63,341
- Madougou 28,943
- Pel Maoudé 13,659
- Yoro 19,109
- Youdiou 16,478[1]